# Албури-Юрт
Албури-Юрт — уничтоженное село, которое располагалось на равниной части Чечни, на правом берегу реки Сунжа, между сёлами Закан-Юрт и Казах-Кечу (Казах-Кичу). В 1826 году в аулах Казах-Кечу, Албуру и Кош было 100 домов. По близости находились Казах-Кечу, Боташ-юрт, вер. Самашки, н. Самашки, Галой-юрт, Быв. дерев. Закан-юрт, Быв. Галай-юрт, Бол Кулар, Закан-юрт, Х. Хамий.
На карте 1834 отмечен как «Албуру», 1838 года отмечен как «быв. Аулъ Альбуру-юртъ», на карте Шуберта 1826—1840 годов «Албуру»

## История

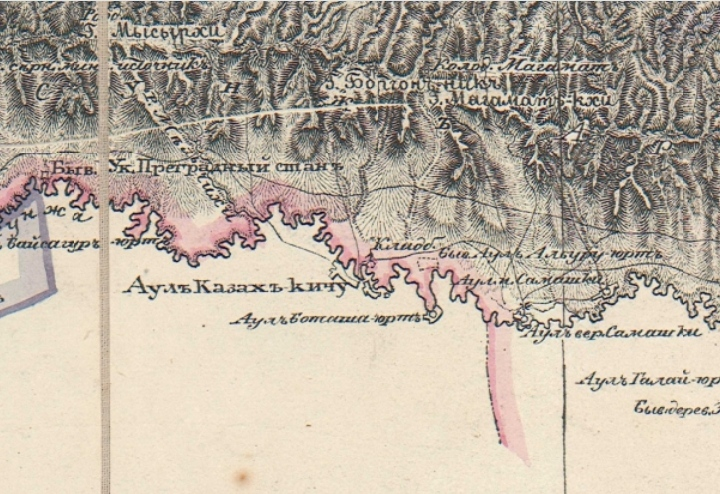
Бывший аул Албури-Юрт на карте Отдельного Кавказского корпуса (1838)

В феврале 1832 года селения Алхан-юрт, Гала-юрт, Закан-юрт, Казак-Кечу, Албару, Большой Кулар и Малый Кулар были уничтожены отрядом Вельяминова.
В 1850 году жители села были переселены в Малую Чечню царскими войсками.